# Collegio di Bath
Bath è un collegio elettorale inglese situato nel distretto di Bath and North East Somerset e rappresentato alla camera dei Comuni del parlamento del Regno Unito. Elegge un membro del parlamento con il sistema maggioritario a turno unico; l'attuale parlamentare è Wera Hobhouse dei Liberal Democratici, che rappresenta il collegio dal 2017.
I suoi rappresentanti più famosi sono stati William Pitt, I conte di Chatham (Primo Ministro dal 1766 al 1768) e Chris Patten, presidente del Partito Conservatore dal 1990 al 1992 e ultimo governatore di Hong Kong.

## Estensione

Bath dal 2010 al 2024

### Estensione attuale
I ward che compongono il collegio si trovano nel distretto di Bath and North East Somerset e sono: Bathavon North; Bathwick; Combe Down; Kingsmead; Lambridge; Lansdown; Moorlands; Newbridge; Odd Down; Oldfield Park; Southdown; Twerton; Walcot; Westmoreland; Weston e Widcombe and Lyncombe.

### Confini storici
- Prima del 1832: le parrocchie di St James (Bath), St Peter e St Paul (Bath), St Michael (Bath), e parte della parrocchia di Walcot.
- 1832–1867: come sopra, più le parrocchie di Bathwick e Lyncombe and Widcombe, e parte della parrocchia di Walcot.
- 1867–1918: come sopra, più la parrocchia di Twerton.
- 1918–1983: il county borough di Bath
- 1983–1997: la città di Bath
- 1997–2010: la città di Bath e i ward di Bathampton, Batheaston, Bathford, Charlcombe e Freshford nel distretto di Wansdyke.
- 2010–2024: i ward della città di Bath di Abbey, Bathwick, Combe Down, Kingsmead, Lambridge, Lansdown, Lyncombe, Bath, Newbridge, Odd Down, Oldfield, Southdown, Twerton, Walcot, Westmoreland, Weston e Widcombe. Bath era uno dei due collegi del Regno Unito ad essere interamente circondati da un altro collegio; Bath era interamente circondato dal collegio di North East Somerset, mentre York Central era circondato da York Outer.

## Membri del parlamento dal 1918
| Elezione | Elezione                 | Deputato         | Partito             |
| -------- | ------------------------ | ---------------- | ------------------- |
|          | 1918                     | Charles Foxcroft | Conservatore        |
|          | 1923                     | Frank Raffety    | Liberale            |
|          | 1924                     | Charles Foxcroft | Conservatore        |
| 1929     | Charles Baillie-Hamilton |                  | Conservatore        |
| 1931     | Loel Guinness            |                  | Conservatore        |
| 1945     | James Pitman             |                  | Conservatore        |
| 1964     | Edward Brown             |                  | Conservatore        |
| 1979     | Chris Patten             |                  | Conservatore        |
|          | 1992                     | Don Foster       | Liberal Democratici |
|          | 2015                     | Bew Howlett      | Conservatore        |
|          | 2017                     | Wera Hobhouse    | Liberal Democratici |

## Elezioni

### Elezioni negli anni 2020
| Partito                    | Partito                              | Candidato                  | Risultati 4 luglio 2024 | Risultati 4 luglio 2024 |
| Partito                    | Partito                              | Candidato                  | Voti                    | %                       |
| -------------------------- | ------------------------------------ | -------------------------- | ----------------------- | ----------------------- |
|                            | Lib Dem                              | Wera Hobhouse              | 19 883                  | 41,31                   |
|                            | Laburista                            | Dan Bewley                 | 8 665                   | 18,00                   |
|                            | Conservatore                         | James Wright               | 7 659                   | 15,91                   |
|                            | Verdi                                | Dominic Tristram           | 5 952                   | 12,37                   |
|                            | Reform UK                            | Teresa Hall                | 3 798                   | 7,89                    |
|                            | Indipendente                         | Colin David Blackburn      | 1 749                   | 3,63                    |
|                            | Workers                              | Matthew Alford             | 230                     | 0,48                    |
|                            | Indipendente                         | Bill Blockhead             | 169                     | 0,35                    |
|                            | Indipendente                         | A.N.ON                     | 25                      | 0,05                    |
|                            |                                      |                            |                         |                         |
| Iscritti                   | Iscritti                             | Iscritti                   | 69 688                  | 100,00                  |
| ↳ Votanti (% su iscritti)  | ↳ Votanti (% su iscritti)            | ↳ Votanti (% su iscritti)  | 48 130                  | 69,06                   |
| ↳ Astenuti (% su iscritti) | ↳ Astenuti (% su iscritti)           | ↳ Astenuti (% su iscritti) | 21 558                  | 30,94                   |
|                            |                                      |                            |                         |                         |
|                            | Esito: collegio confermato a Lib Dem |                            |                         |                         |

### Elezioni negli anni 2010
| Partito                    | Partito                              | Candidato                  | Risultati 12 dicembre 2019 | Risultati 12 dicembre 2019 |
| Partito                    | Partito                              | Candidato                  | Voti                       | %                          |
| -------------------------- | ------------------------------------ | -------------------------- | -------------------------- | -------------------------- |
|                            | Lib Dem                              | Wera Hobhouse              | 28 419                     | 54,51                      |
|                            | Conservatore                         | Annabel Tall               | 16 097                     | 30,87                      |
|                            | Laburista                            | Mike Davies                | 6 639                      | 12,73                      |
|                            | Brexit                               | Jimi Ogunnusi              | 642                        | 1,23                       |
|                            | Indipendente                         | Bill Blockhead             | 341                        | 0,65                       |
|                            |                                      |                            |                            |                            |
| Iscritti                   | Iscritti                             | Iscritti                   | 67 805                     | 100,00                     |
| ↳ Votanti (% su iscritti)  | ↳ Votanti (% su iscritti)            | ↳ Votanti (% su iscritti)  | 52 330                     | 77,18                      |
| ↳ Astenuti (% su iscritti) | ↳ Astenuti (% su iscritti)           | ↳ Astenuti (% su iscritti) | 15 475                     | 22,82                      |
|                            |                                      |                            |                            |                            |
|                            | Esito: collegio confermato a Lib Dem |                            |                            |                            |

| Partito                    | Partito                                         | Candidato                  | Risultati 8 giugno 2017 | Risultati 8 giugno 2017 |
| Partito                    | Partito                                         | Candidato                  | Voti                    | %                       |
| -------------------------- | ----------------------------------------------- | -------------------------- | ----------------------- | ----------------------- |
|                            | Lib Dem                                         | Wera Hobhouse              | 23 436                  | 47,27                   |
|                            | Conservatore                                    | Ben Howlett                | 17 742                  | 35,78                   |
|                            | Laburista                                       | Joe Rayment                | 7 279                   | 14,68                   |
|                            | Verdi                                           | Eleanor Field              | 1 125                   | 2,27                    |
|                            |                                                 |                            |                         |                         |
| Iscritti                   | Iscritti                                        | Iscritti                   | 66 732                  | 100,00                  |
| ↳ Votanti (% su iscritti)  | ↳ Votanti (% su iscritti)                       | ↳ Votanti (% su iscritti)  | 49 582                  | 74,30                   |
| ↳ Astenuti (% su iscritti) | ↳ Astenuti (% su iscritti)                      | ↳ Astenuti (% su iscritti) | 17 150                  | 25,70                   |
|                            |                                                 |                            |                         |                         |
|                            | Esito: collegio passa da Conservatore a Lib Dem |                            |                         |                         |

| Partito                    | Partito                                         | Candidato                  | Risultati 7 maggio 2015 | Risultati 7 maggio 2015 |
| Partito                    | Partito                                         | Candidato                  | Voti                    | %                       |
| -------------------------- | ----------------------------------------------- | -------------------------- | ----------------------- | ----------------------- |
|                            | Conservatore                                    | Ben Howlett                | 17 833                  | 37,81                   |
|                            | Lib Dem                                         | Steve Bradley              | 14 000                  | 29,68                   |
|                            | Laburista                                       | Ollie Middleton            | 6 216                   | 13,18                   |
|                            | Verdi                                           | Dominic Tristram           | 5 634                   | 11,94                   |
|                            | UKIP                                            | Julian Deverell            | 2 922                   | 6,20                    |
|                            | Indipendente                                    | Loraine Morgan-Brinkhurst  | 499                     | 1,06                    |
|                            | Democratici                                     | Jenny Knight               | 63                      | 0,13                    |
|                            |                                                 |                            |                         |                         |
| Iscritti                   | Iscritti                                        | Iscritti                   | 60 860                  | 100,00                  |
| ↳ Votanti (% su iscritti)  | ↳ Votanti (% su iscritti)                       | ↳ Votanti (% su iscritti)  | 47 167                  | 77,50                   |
| ↳ Astenuti (% su iscritti) | ↳ Astenuti (% su iscritti)                      | ↳ Astenuti (% su iscritti) | 13 693                  | 22,50                   |
|                            |                                                 |                            |                         |                         |
|                            | Esito: collegio passa da Lib Dem a Conservatore |                            |                         |                         |

| Partito                    | Partito                              | Candidato                  | Risultati 6 maggio 2010 | Risultati 6 maggio 2010 |
| Partito                    | Partito                              | Candidato                  | Voti                    | %                       |
| -------------------------- | ------------------------------------ | -------------------------- | ----------------------- | ----------------------- |
|                            | Lib Dem                              | Don Foster                 | 26 651                  | 56,60                   |
|                            | Conservatore                         | Fabian Richter             | 14 768                  | 31,36                   |
|                            | Laburista                            | Hattie Ajderian            | 3 251                   | 6,90                    |
|                            | Verdi                                | Eric Lucas                 | 1 120                   | 2,38                    |
|                            | UKIP                                 | Ernie Warrender            | 890                     | 1,89                    |
|                            | Cristiano                            | Steve Hewett               | 250                     | 0,53                    |
|                            | Indipendente                         | A.N.ON                     | 69                      | 0,15                    |
|                            | Indipendente                         | Sean Geddis                | 56                      | 0,12                    |
|                            | All The South                        | Robert Craig               | 31                      | 0,07                    |
|                            |                                      |                            |                         |                         |
| Iscritti                   | Iscritti                             | Iscritti                   | 65 579                  | 100,00                  |
| ↳ Votanti (% su iscritti)  | ↳ Votanti (% su iscritti)            | ↳ Votanti (% su iscritti)  | 47 086                  | 71,80                   |
| ↳ Astenuti (% su iscritti) | ↳ Astenuti (% su iscritti)           | ↳ Astenuti (% su iscritti) | 18 493                  | 28,20                   |
|                            |                                      |                            |                         |                         |
|                            | Esito: collegio confermato a Lib Dem |                            |                         |                         |

### Elezioni negli anni 2000
| Partito                    | Partito                              | Candidato                  | Risultati 5 maggio 2005 | Risultati 5 maggio 2005 |
| Partito                    | Partito                              | Candidato                  | Voti                    | %                       |
| -------------------------- | ------------------------------------ | -------------------------- | ----------------------- | ----------------------- |
|                            | Lib Dem                              | Don Foster                 | 20 101                  | 43,85                   |
|                            | Conservatore                         | Sian Dawson                | 15 463                  | 33,74                   |
|                            | Laburista                            | Harriet Ajderian           | 6 773                   | 14,78                   |
|                            | Verdi                                | Eric Lucas                 | 2 494                   | 5,44                    |
|                            | UKIP                                 | Richard Crowder            | 770                     | 1,68                    |
|                            | Indipendente                         | Patrick Cobbe              | 177                     | 0,39                    |
|                            | Indipendente                         | Graham Walker              | 58                      | 0,13                    |
|                            |                                      |                            |                         |                         |
| Iscritti                   | Iscritti                             | Iscritti                   | 66 816                  | 100,00                  |
| ↳ Votanti (% su iscritti)  | ↳ Votanti (% su iscritti)            | ↳ Votanti (% su iscritti)  | 45 836                  | 68,60                   |
| ↳ Astenuti (% su iscritti) | ↳ Astenuti (% su iscritti)           | ↳ Astenuti (% su iscritti) | 20 980                  | 31,40                   |
|                            |                                      |                            |                         |                         |
|                            | Esito: collegio confermato a Lib Dem |                            |                         |                         |

| Partito                    | Partito                              | Candidato                  | Risultati 7 giugno 2001 | Risultati 7 giugno 2001 |
| Partito                    | Partito                              | Candidato                  | Voti                    | %                       |
| -------------------------- | ------------------------------------ | -------------------------- | ----------------------- | ----------------------- |
|                            | Lib Dem                              | Don Foster                 | 23 372                  | 50,48                   |
|                            | Conservatore                         | Ashley Fox                 | 13 478                  | 29,11                   |
|                            | Laburista                            | Marilyn Hawkings           | 7 269                   | 15,70                   |
|                            | Verdi                                | Michael Boulton            | 1 469                   | 3,17                    |
|                            | UKIP                                 | Andrew Tettenborn          | 708                     | 1,53                    |
|                            |                                      |                            |                         |                         |
| Iscritti                   | Iscritti                             | Iscritti                   | 71 334                  | 100,00                  |
| ↳ Votanti (% su iscritti)  | ↳ Votanti (% su iscritti)            | ↳ Votanti (% su iscritti)  | 46 296                  | 64,90                   |
| ↳ Astenuti (% su iscritti) | ↳ Astenuti (% su iscritti)           | ↳ Astenuti (% su iscritti) | 25 038                  | 35,10                   |
|                            |                                      |                            |                         |                         |
|                            | Esito: collegio confermato a Lib Dem |                            |                         |                         |

## Risultati dei referendum
|             | Collegio    | Lasciare UE % | Rimanere in UE % |
| ----------- | ----------- | ------------- | ---------------- |
|             | Bath        | 31,6%         | 68,4%            |
|             | Inghilterra | 53,3%         | 46,7%            |
| Regno Unito | 51,9%       | 48,1%         |                  |